# ジョージ・ヴォイノヴィッチ
ジョージ・ヴィクター・ヴォイノヴィッチ（英語：George Victor Voinovich、1936年7月15日 - 2016年6月12日）は、アメリカ合衆国の政治家、弁護士。
オハイオ州下院議員（1期）、カヤホガ郡監査役、第56代オハイオ州副知事（1期）、第54代クリーブランド市長（3期）、第65代オハイオ州知事（2期）、連邦上院議員（2期）などを歴任した。

## 経歴
1936年7月15日にオハイオ州クリーブランドで誕生した。父親はセルビア人、母親はスロベニア人であった。クリーブランド近郊のコリンウッドで成長し、1954年にコリンウッド高校を卒業した。1958年にオハイオ大学を卒業し、1961年にはオハイオ州立大学で法律学位を得た。ヴォイノヴィッチはまたオハイオ大学のファイ・カッパ・タウのメンバーでもあった。1962年に妻のジャネットと結婚した。夫妻にはジョージ、ベッツィ、ピーター、モリーの4人の子供及び7人の孫がいたが、末子のモリーは9歳の時に交通事故で死亡した。
1963年、ヴォイノヴィッチはオハイオ州検事副総長としてその政治キャリアを築き始める。1967年から1971年までオハイオ州下院議員を務め、1971年から1976年までカヤホガ郡の監査役を務めた。1975年には共和党からクリーブランド市長選挙に出馬したが、現職のラルフ・パークに敗れた。1977年から1978年までカヤホガ郡行政委員会の委員を務め、1978年に州知事候補のジム・ローデスと共にオハイオ州副知事候補として州知事選挙に出馬し、当選した。
1980年から1989年まで第54代クリーブランド（オハイオ州）市長を務め、クリーブランド市を債務不履行（デフォルト）から救う。その後、1991年から1998年まで第65代オハイオ州知事を務めた。1998年、4期務めて不出馬を決めた民主党のジョン・グレンの後任として連邦上院議員の議席を得た。2004年に再選。2期12年を務め上げ、2010年の選挙では3選を求めず引退した。
2016年6月12日、80歳の誕生日を目前に控えて死去した。79歳であった。

## 人物
- 控えめな人柄とともに政界の一匹狼として知られていた。